# Verdienter Mitarbeiter des Gesundheitswesens
Verdienter Mitarbeiter des Gesundheitswesens war eine staatliche Auszeichnung  der Deutschen Demokratischen Republik (DDR), welche in Form eines Ehrentitels mit Urkunde und einer tragbaren Medaille verliehen wurde. 

## Beschreibung
Die Stiftung des Ehrentitels erfolgte am 17. Januar 1985 durch den Ministerrat der DDR durch ihren Vorsitzenden Willi Stoph und den Minister für Gesundheitswesen Ludwig Mecklinger. 
Der Ehrentitel konnte für langjährige hervorragende Leistungen und vorbildliche Einsatzbereitschaft im sozialistischen Gesundheits- und Sozialwesen, für ausgezeichnete Ergebnisse im sozialistischen Wettbewerb um hohe Qualität und Effektivität der medizinischen und sozialen Betreuung und ihrer materiell-technischen Sicherstellung verliehen werden, ferner auch für vorbildliche Leistungen beim vorbeugenden Gesundheitsschutz. Der Ehrentitel, welcher auf 50 Verleihungen pro Jahr beschränkt war, konnte nur an Einzelpersonen verliehen werden. Eine Mehrfachverleihung war ausgeschlossen. Die Verleihung geschah alljährlich am 11. Dezember, dem Tag des Gesundheitswesens der DDR durch den Minister für Gesundheit. Neben der Medaille erhielt jeder Beliehene eine Urkunde sowie eine Prämie von 5000 Mark.

## Vorschlageberechtigung
Vorschlageberechtigt waren:
- die Leiter der dem Minister für Gesundheitswesen unterstellten Organe, Betriebe und Einrichtungen,
- die Minister und Leiter der zentralen Staatsorgane, denen medizinische Einrichtungen unterstellt waren,
- der Präsident der Akademie der Wissenschaften der DDR,
- die Vorsitzenden der Räte der Bezirke,
- der Gebietsarzt des Gesundheitswesens Wismut,
- der Zentralvorstand der Gewerkschaft Gesundheitswesen

Die eingereichten Vorschläge, welche zur Verleihung des Ehrentitels führen sollten, waren in Übereinstimmung mit den zuständigen Gewerkschaftsvorständen bzw. deren Leitungen beim Ministerium für Gesundheitswesen bis zum 1. August eines Jahres einzureichen. Die letztendliche Entscheidung oblag dann dem Minister für Gesundheitswesen in Übereinstimmung mit dem Zentralvorstand der Gewerkschaft Gesundheitswesen.

## Medaille zum Ehrentitel
Die vergoldete Medaille mit einem Durchmesser von 30 mm zeigt auf ihrem Avers mittig die erhaben geprägte sechszeilige Inschrift: VERDIENTER / MITARBEITER / DES / GESUNDHEITS- / WESENS / DER DDR, welcher von zwei unten gekreuzten, nach oben hin gebogenen, offenen Lorbeerzweigen umschlossen wird. Das Revers der Medaille zeigt dagegen das Staatswappen der DDR. Getragen wurden die Medaille an der linken oberen Brustseite an einer rechteckigen blau bezogenen Spange, welche von einem weißen senkrechten Saum abgeschlossen wird. Zusätzlich ist ein weißer, ebenfalls senkrechter 4 mm breiter Mittelstreifen eingewebt worden. Die Interimsspange ist von gleicher Beschaffenheit.